# Pontella whiteleggei
Pontella whiteleggei is een eenoogkreeftjessoort uit de familie van de Pontellidae. De wetenschappelijke naam van de soort is voor het eerst geldig gepubliceerd in 1896 door Kramer.